# Merrick (novela)
Merrick es la séptima novela de la saga Crónicas vampíricas de la escritora Anne Rice. Está precedida por El vampiro Armand y le sigue Sangre y oro.

## Sinopsis
Su protagonista y narrador es David Talbot, quien cuenta su pasado y su historia amorosa con la diosa del vudú Merrick Mayfair. Habla de la vida de la enigmática chica desde que sus caminos se cruzaron por misteriosos hilos que no forman parte de la casualidad, sino del destino.
Dentro de la historia David Talbot quien le profesa un profundo amor a Louis Pointe du Lac decide pedirle como favor a Merrick Mayfair contactar desde el más allá uno de los grandes y eternos amores de Louis, la pequeña y encantadora niña vampiro Claudia.
David expone sus oscuros deseos a Merrick, quien seducida por la curiosidad y después por sentimientos más profundos, accede a ayudarlo en su viaje en busca de la vida después de la muerte.
En esta historia vemos un mundo sin Lestat y lo terrible que puede ser. También la perspectiva de vida de uno de los inmortales más carismáticos de todos, Louis, quien se ve tentado más que nunca a retar su suerte y su carácter.

## Personajes
- Merrick Mayfair: Descendiente de las célebres brujas de Nueva Orleans, poseedora de un gran poder mágico y conocimientos sobre ocultismo. Está relacionada con grandes brujas y es capaz de manipular por medio de sus dotes a casi cualquier ser. Atormentada por su pasado y sus deseos es capaz de lograr con sólo una mirada hechizar el corazón de un inmortal.

- David Talbot: Superior de la orden de Talamasca. Fue el primero en notar que Armand tenía siempre la misma edad en las pinturas, y que no parecía envejecer.

- Louis Ponte Du Lac: 3.er compañero de Lestat convertido en nueva Orleans junto con Claudia, la niña vampiro.  Abandono a Lestat junto con Claudia, con la cual viajaron para descubrir el origen de sí mismos. Tras la muerte de Claudia se convierte en compañero de Armand (Amadeo discípulo de Marius) con el cual viaja varios años hasta aburrirse y abandonarlo. Visita y deja a Lestat (quien se encontraba en una etapa de depresión por los tiempos modernos).  que le sobreviene. Narrador del primer libro "Entrevista con un vampiro". Vive de manera aislada hasta que visita a Lestat en el auge de los conciertos del mismo para convencerlo de que se detenga, al no lograrlo se queda para acompañarlo. vive junto a la comunidad armada junto a los antiguos sobrevivientes a Akasha, pero al desneutralizarse el grupo regresa a lo soledad. Es visitado por Lestat cuando este sufre el robo de su cuerpo por el ladrón de cuerpos, pero abandona al mismo considerándolo una segunda oportunidad de que viva. Espera el despertar de Lestat. Ahora acompaña a David

- Lestat: Es un vampiro conocido como el príncipe de las tinieblas. Es el séptimo hijo de un marques de Auvernia y en este punto de la saga se encuentra sumido en un profundo sueño.

- Datos: Q1922026